# Dikter under träden
Dikter under träden är en diktsamling av Werner Aspenström, utgiven 1956.
Med boken inledde Aspenström en ny mer avspänd, personlig och lekfull fas i sin diktning som skulle prägla resten av hans författarskap. Samlingen innehåller många naturdikter om att "skriva in sig i naturens skola" och "träda in i den gröna kyrkan" och underfundiga tankedikter med formuleringar som "världens enkelheter går ej att förklara". I boken återfinns en av Aspenströms mest kända dikter, Ikaros och gossen Gråsten, ett svar på Erik Lindegrens dikt "Ikaros" i diktsamlingen Vinteroffer, med en exakt motsatt önskan:
| ” | Efter att ha läst 73 (förträffliga) dikter om Ikaros önskar jag lägga ett ord för hans lantlige kusin, gossen Gråsten, kvarlämnad på ängen. - - - Efter att ha läst 73 dikter om flykt och om vingar önskar jag frambära min hyllning till fotsulan, den nedåtvända själen, konsten att stanna och att äga tyngd – såsom gossen Gråsten | „ |